# Adraén
Adraén es una localidad española del municipio leridano de La Vansa Fornols, en la comunidad autónoma de Cataluña.

## Historia
A mediados del siglo XIX, el lugar, por entonces con ayuntamiento propio, contaba con una población censada de 135 habitantes. La localidad aparece descrita en el primer volumen del Diccionario geográfico-estadístico-histórico de España y sus posesiones de Ultramar de Pascual Madoz de la siguiente manera:

ADRAHENT: l. con ayunt., de la prov. de Lérida (32 horas), part. jud., adm. de rent. y dióc de la Seo de Urgel (3), aud. terr. y c. g. de Barcelona (37); sit. á la marg. izq. del r. Segre al O. del monte Cadi donde le combaten los vientos del E. y N.; su clima es frio y desapacible, pero sano. Forman la pobl. 300 casas bajas y de mala construccion. Tiene una igl. parr. bajo la advocacion de S. Martin, cuya fiesta como patron se celebra el dia 20 de julio. El curato es perpetuo, de primer ascenso, de la clase de rectorías y se provee por oposicion en concurso general. Confina el term. por el N. con los de Ges, Serech y Bastida de Ortons, por el E. con los de Ortedó y Lletó, por el S. con los de Fornols y Bausa, y por el O. con el de Plá, estendiendose sus lim. por todos los espresados puntos poco menos de 1/2 hora. El terreno es montuoso en lo general pero bastante productivo y poblado de bosques. Cruza por la pobl. el camino de herradura que conduce á Berga y á Solsona, el cual se halla en mal estado. Prod. trigo, centeno, cebada, legumbres, patatas y pastos; cria ganado lanar, vacuno y de cerda. Pobl. 30 vec.; 135 alm. Cap. imp. 17,259 rs. Contr. 1862 rs. 10 mrs.
(Madoz, 1845, p. 97)

En la actualidad pertenece al municipio de La Vansa Fornols. En 2022 la entidad singular de población tenía censados 16 habitantes y el núcleo de población 13 habitantes.